# Angiosperm Phylogeny Group
O Angiosperm Philogeny Group, ou APG ("Grupo de Filogenia das Angiospérmicas") é um grupo de biólogos baseados nos Estados Unidos dedicados à classificação filogenética das Angiospermas, ora produzindo informações e árvores filogenéticas próprias, ora compilando informações produzidas por diferentes autores, com o objetivo de organizar em ordem filogenética, da maneira mais natural e parcimoniosa possível.
Os trabalhos do APG iniciaram-se em 1998, com a publicação da primeira árvore filogenética abordando os grandes grupos de Angiospermas, baseados em seqências genéticas, principalmente de genes como rbcL e atpB. Neste primeiro trabalho, os pesquisadores detectaram um monofiletismo entre as Monocotiledôneas, mas observaram serem as Dicotiledôneas um grupo parafilético. Dois clados distintos encontravam-se situados na base da árvore filogenética: as chamadas Paleoervas, por serem basicamente famílias de espécies herbáceas; as Magnoliideae, famílias predominantemente arbóreas relacionadas a Magnoliaceae. O restante das Dicotiledôneas foi denominado Eudicotiledôneas. Posteriormente notou-se a relação entre as Paleoervas, Magnoliideae e Monocotiledôneas, por possuírem grãos de pólen monossulcados, enquanto as Eudicotiledôneas possuíam pólen primariamente trissulcado.
Desde então, a classificação proposta pelo APG se alterou grandemente em certos aspectos, e as dificuldades de nomenclatura fizeram até mesmo com que alguns táxons tradicionais, nomes havia muito esquecidos, como Urticinae, voltaram a ser propostos. A organização da árvore filogenética entre monossulcados e trissulcados caiu na medida em que novos dados, sobretudo morfológicos, anatômicos e fitoquímicos, além de novas seqüências de genes, passaram a ser acrescentados. A posição das Angiospermas mais primitivas também mudou muito, e famílias como Amborellaceae e Nymphaeaceae se alternaram na posição mais basal da árvore.
O APG atualmente atualiza constantemente sua classificação, e a disponibiliza em seu site oficial (abaixo). Em sua quarta versão, a árvore filogenética do APG posiciona 3 famílias como as mais basais (Amborellaceae, Nymphaeaceae e Austrobaileyaceae). As Monocotiledôneas permanecem no momento como um grupo monofilético, intimamente associado às famílias Ceratophylaceae e Chloranthaceae. As ordens próximas às Magnoliales permanecem coesas, mas como um grupo à parte. As demais Dicotiledôneas são denominadas Eudicotiledôneas. Dentro deste grande grupo, destacam-se as Rosideae e Asterideae. Neste esquema de organização (realçado pelos autores como ainda não sendo propriamente um sistema de classificação), muitas famílias encontram-se ainda em posição incerta, e algumas famílias pequenas dispõe de muito pouca informação. Há que se considerar ainda que há táxons a ser descobertos, e que há grupos fósseis desconhecidos que poderiam estabelecer ligações não detectadas pelas técnicas empregadas.